# Polynema nordaui
Polynema nordaui är en stekelart som beskrevs av Girault 1913. Polynema nordaui ingår i släktet Polynema och familjen dvärgsteklar. Inga underarter finns listade i Catalogue of Life.